# Karl Günther
Karl Günther (Viena, 25 de novembro de 1885 — Viena, 27 de junho de 1951) foi um ator austríaco da era do cinema mudo.
Günther estrelou em vários teatros alemães, de Berlim a Dresden, Hamburgo e Munique. Mais tarde, ele foi contratado no Volkstheater e no Theater in der Josefstadt, em Viena.
Sua estreia no cinema veio em 1918, mas tornou-se popular para o público em geral, só depois de ter atuado no Burgtheater como parceiro de Olga Tschechowa. Desde aquela época, ele trabalhou para o cinema, muitas vezes ocupando cargos que viram passar por personagens elegantes, homens poderosos, oficiais ou aristocratas, para conotações mais desagradáveis. Durante sua carreira ele apareceu em cerca de noventa filmes, o último dos quais foi um filme opereta de 1951, que teve como protagonista Paul Hörbiger e onde Günther teve um papel pequeno.
Karl Günther faleceu em Viena, em 27 de junho de 1951, com a idade de 65 anos.